# 이리나 프리발로바

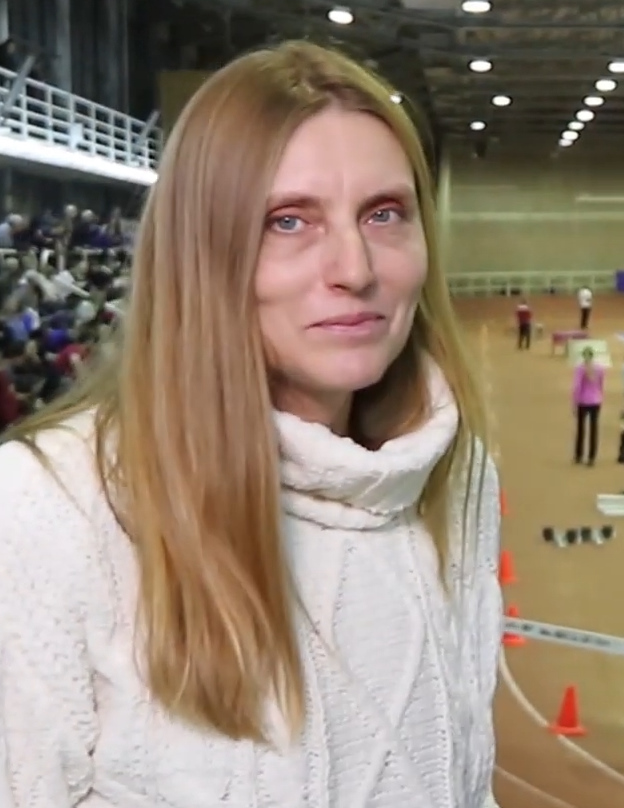

이리나 아나톨리예프나 프리발로바(러시아어: Ирина Анатольевна Привалова, 1968년 11월 22일 ~ )는 러시아의 육상 선수이다.
말라호프카에서 태어난 프리발로바는 1992년 바르셀로나 올림픽에서 독립 국가 연합을 대표하여 2개의 메달을 따면서 처음으로 단거리달리기 종목들에 나갔다.
프리발로바는 1990년대에 무시무시한 선수로 지내왔으나, 아직 실외 세계 선수권 메달을 따지 않았다. 2000년 그녀는 성공적으로 내가를 하여 400m 허들로 전향하여 시드니 올림픽에서 53.02초와 함께 금메달 획득에 성공하고, 은메달을 딴 러시아의 400m 릴레이 팀의 일원이었다.
프리발로바는 현재 세계 실내 기록 보유자이다 - 50m(5.96초)와 60m(6.92초). 그녀는 3회의 세계 실내 챔피언이기도 하였다 - 60m(1992년 7.02초), 200m(1993년 22.15초)와 400m(1995년 50.23초).